# Трофимова, Зорина Павловна
Зори́на Па́вловна Трофи́мова (16 июня 1952, Москва, СССР — 23 апреля 2018, Москва, Россия) — советский и российский религиовед, специалист по философии религии, истории религии и современному западному свободомыслию и гуманизму. Доктор философских наук (1995), профессор (2005). Одна из авторов «Атеистического словаря», «Религиоведение. Энциклопедический словарь», «Религиоведение. Словарь» и энциклопедии «Глобалистика».

## Биография
Родилась 16 июня 1952 года в Москве.
В 1974 году окончила философский факультет МГУ имени М. В. Ломоносова и в 1977 году там же аспирантуру. 
В 1977 году в МГУ имени М. В. Ломоносова защитила диссертацию на соискание учёной степени кандидата философских наук по теме «Критика религиозной идеологии марксистами и прогрессивными философами США и Великобритании». 
В 1995 году в МГУ имени М. В. Ломоносова защитила диссертацию на соискание учёной степени доктора философских наук по теме «Современное англо-американское свободомыслие».
С 1978 года преподавала на кафедре истории и теории атеизма и религии / кафедре философии религии и религиоведения философского факультета МГУ имени М. В. Ломоносова, где с 1999 года являлась профессором.
В 2005 году присвоено учёное звание профессора по специальности 09.00.13 «философия религии». 
Член Российского философского общества и Российского гуманистического общества.

## Научная деятельность
Провела многостороннее исследование свободомыслия в Великобритании и в США, установив его основные направления и их дальнейшее развитие, изучила религиоведческие вопросы в трудах крупнейших представителей западного свободомыслия. Ей принадлежит перевод на русский язык и введение в отечественный научный оборот религиоведения произведений таких британских и американских свободомыслящих, как Джон Белофф, Пол Куртц, Корлисс Ламонт, Арчибальд Робертсон и Джулиан Хаксли.

## Научные труды

### Монографии
- Трофимова З. П. Современная атеистическая мысль в США и Великобритании. М., 1984
- Трофимова З. П. Гуманизм, религия, свободомыслие. — М.: Издательство МГУ, 1992. — 128 с. ISBN 5-211-02126-6
- Трофимова З. П. Английское свободомыслие в XX веке. — М.: Издатель Воробьёв А. В., 2006. — 94 с. ISBN 5-93883-054-0
- Трофимова З. П. Эволюционный гуманизм Джулиана Хаксли. — М.: Издательство «Социально-политическая мысль», 2008. — 68 с. ISBN 978-5-91579-011-6
- Трофимова З. П. Свободомыслие и религия в англо-американской философии XX века: монография / Московский гос. ун-т им. М. В. Ломоносова, Философский фак. — М.: МАКС Пресс, 2013. — 209 с. ISBN 978-5-317-04568-5

### Учебные издания
- Трофимова З. П. Глава XXI § 3. Свободомыслие за рубежом в XX веке // Основы религиоведения. Учебник / Ю. Ф. Борунков, И. Н. Яблоков, М. П. Новиков и др.; Под ред. И. Н. Яблокова. — М.: Высшая школа, 1994. — С. 289–293. — 368 с. ISBN 5-06-002849-6
- Трофимова З. П. Современное зарубежное свободомыслие о религии // Лекции по религиоведению: Учебное пособие для вузов. — М.: Издательство МГУ, 1998.
- Трофимова З. П. Ислам. Коран. Историко-философский анализ : Учебно-методическое пособие для студентов по курсу "Религиоведение". — М.; Воронеж: Издательство Московского психолого-социального института: НПО МОДЭК, 2005. — 38 с. — (Библиотека студента). ISBN 5-89502-295-2; ISBN 5-89395-358-4
- Трофимова З. П. Методологические принципы исследований в истории религий // Религиоведение: учебник для бакалавров/ Под ред. И. Н. Яблокова. — М.: «Юрайт», 2012.
- Трофимова З. П. Проблемы происхождения религии и ранние формы // Религиоведение: учебник для бакалавров/ Под ред. И. Н. Яблокова. — М.: «Юрайт», 2012.
- Трофимова З. П. Религии Древней Сирии и Финикии // Религиоведение: учебник для бакалавров/ Под ред. И. Н. Яблокова. — М.: «Юрайт», 2012.
- Трофимова З. П. Религия древних кельтов // Религиоведение: учебник для бакалавров/ Под ред. И. Н. Яблокова. — М.: «Юрайт», 2012.
- Трофимова З. П. Религия древних германцев // Религиоведение: учебник для бакалавров/ Под ред. И. Н. Яблокова. — М.: «Юрайт», 2012.
- Трофимова З. П. Религия древних славян // Религиоведение: учебник для бакалавров/ Под ред. И. Н. Яблокова. — М.: «Юрайт», 2012.
- Трофимова З. П. Митраизм // Религиоведение: учебник для бакалавров/ Под ред. И. Н. Яблокова. — М.: «Юрайт», 2012.
- Методика преподавания религиоведения в высших учебных заведениях / авт.-сост. : З. П. Трофимова, О. В. Осипова. — М.: Филинъ, 2018. — 36 с. ISBN 978-5-9216-0574-9

### Статьи
- Трофимова З. П. Проблемы гуманизма на страницах американского журнала «Религиозный гуманизм» // Вопросы философии. — 1987. — № 10.
- Трофимова З. П. Перечитывая Фейербаха философия свободомыслия (к 200-летию со дня рождения Людвига Фейербаха) // Вестник Московского университета. Серия 7: Философия. — 2006. — № 6. — С. 107–112.
- Трофимова З. П. Этический гуманизм Ф. Адлера // Здравый смысл. — 2010. — № 3.
- Трофимова З. П. Унитарианские взгляды У. Э. Чаннинга // Религиоведение. — 2011. — № 3. — С. 83–87.
- Трофимова З. П. К вопросу изучения англо-американского свободомыслия XX в. // Вопросы религии и религиоведения. Вып. 2: Исследования / Сост. и общ. ред. В. В. Шмидта и И. Н. Яблокова при участии Ю. П. Зуева, З. П. Трофимовой. Кн. 1 (I): Религиоведение в России в конце XX – начале XXI в. — М.: РАГС, 2010. — С. 358–360.
- Трофимова З. П. Религиозно-философские воззрения Уильяма Эллери Чаннинга (1780-1842 гг.) // Точки-Puncta. — № 1-2(10). — 2011. — С. 215–219.
- Трофимова З. П. Религия в педагогической системе Дж. Локка // Этнодиалоги: альманах. — 2011. — № 1 (34).
- Трофимова З. П. Изучение истории религий в школе с преподаванием ряда предметов на иностранных языках // Альманах «Этнодиалоги». — 2011. — № 3 (36).
- Трофимова З. П. Религиозное и светское образование в Российской Федерации. // Инновационные процессы в образовании. — М.: 2011.
- Трофимова З. П. Христианский социализм в Англии второй половины XIX века // Точки=Puncta. — 2012. — № 1-4 (11). — С. 206–210
- Трофимова З. П. Феликс Адлер: от ортодоксального иудаизма к этическому гуманизму Евразия: духовные традиции народов. — 2012. — № 2. — С. 53–57.
- Трофимова З. П. Религия в философской и педагогической системе Джона Локка // Гуманитарные и социальные науки. — 2012. — № 5. — С. 178–188.
- Трофимова З. П. Религиозно-философские и политические взгляды американского трансцендентализма XIX века // Вестник Московского университета. Серия 7: Философия. — 2012. — № 2. — С. 73–84.
- Трофимова З. П. Христианский социализм в Англии в XIX веке // Вестник Московского университета. Серия 7: Философия, издательство. — 2015. — № 2. — С. 35–45.
- Трофимова З. П. Социальное христианство в США (середина XIX — начало XX вв.) // Религиоведение. — 2015. — № 4. — С. 3–14.
- Трофимова З. П. Проблемы религии и гуманизма на страницах американского журнала "Религиозный гуманизм // Философия и культура. — 2015. — № 3 (87). — С. 413–420.
- Трофимова З. П. Религия и эволюционизм в творчестве Джулиана Хаксли (1887-1975) // Каспийский регион: политика, экономика, культура. — 2016. — № 4.
- Трофимова З. П. Гуманизм. Человек и религия в творчестве Корлисса Ламонта (1902-1995) // Гуманитарные и социальные науки. — 2016. — № 5.
- Трофимова З. П. Религия и мораль в философии Феликса Адлера // Философия и общество. — 2017. — № 3. — С. 82–90.
- Трофимова З. П. Метатеория современного англо-американского свободомыслия // Религиоведческий альманах. — 2017. — № 1. — С. 96–119.
- Трофимова З. П. Англо-американское свободомыслие XX века о религии // Религиоведческий альманах. — 2017. — № 2. — С. 209–216.